# ريكاردو فاز
ريكاردو فاز (26 نوفمبر 1994 في البرتغال - ) هو لاعب كرة قدم برتغالي في مركز الهجوم. لعب مع إشتوريل برايا ونادي ريوس ديبورتيو.

## روابط خارجية
- ريكاردو فاز على موقع قاعدة بيانات كرة القدم.إي يو (الإنجليزية)
- ريكاردو فاز على موقع Soccerway.com (الإنجليزية)
- ريكاردو فاز على موقع AS.com (الإسبانية)